# Live EP (Live at Fashion Rocks)
Live EP (Live at Fashion Rocks) is een ep van de Canadese band Arcade Fire en de Britse muzikant David Bowie, uitgebracht in 2005. De artiesten traden samen op tijdens het benefietconcert Fashion Rocks, dat op 8 september 2005 in New York werd gehouden.
Bowie nam later additionele vocals op voor het Arcade Fire-nummer "Reflektor", de leadsingle en het titelnummer van het vierde studioalbum van de band Reflektor uit 2013.
De opbrengsten van de ep gingen naar de hulpverlening voor de orkaan Katrina in New Orleans.

## Tracklist
1. "Life on Mars?" (David Bowie) – 4:54
2. "Wake Up" (William Butler/Win Butler/Régine Chassagne/Tim Kingsbury/Richard Reed Parry) – 5:43
3. "Five Years" (Bowie) – 3:46